# Sphenorhina similis
Sphenorhina similis är en insektsart som beskrevs av Walker 1858. Sphenorhina similis ingår i släktet Sphenorhina och familjen spottstritar. Inga underarter finns listade i Catalogue of Life.